# Darmstadt
Darmstadt är en kretsfri stad i den federala delstaten (Bundesland) Hessen i Tyskland. 
Darmstadt ligger i kanten av floden Rhens dalgång cirka 40 km söder om Frankfurt am Main. Staden har cirka 165 000 invånare och fick 1997 beteckningen Wissenschaftsstadt (vetenskapsstaden) av den hessiska delstatsregeringen, utifrån det stora antal nationella och internationella forskningsprogram som pågick i staden.
Bland annat benämndes ämne 110 i periodiska systemet Darmstadtium efter upptäcktsplatsen Darmstadt.

## Utbildning
I staden finns Darmstadts tekniska universitet, Darmstadts yrkeshögskola och Darmstadts evangeliska yrkeshögskola.
Det mest kända forskningsinstitutet i Darmstadt är Gesellschaft für Schwerionenforschung. Darmstadt har även tre Fraunhoferinstitut.
Från 1948 och under 1950-talet utgjorde Darmstadtkurserna varje sommar en viktig samlingspunkt för kompositörer av seriell och annan modernistisk musik, inte minst elektroakustisk och elektronisk.

## Näringsliv
I Darmstadt finns många arbetsplatser med kemisk-teknisk och maskinteknisk industri (bland annat Wella & Goldwell). Den största arbetsgivaren i staden är läkemedelsbolaget Merck. Näst största arbetsgivaren är Deutsche Telekoms dotterbolag (T-Online), som har flera tusen anställda i Darmstadt.

## Historia
Darmstadt nämndes för första gången i slutet av 1000-talet som Darmundestat. Däremot nämndes redan tidigare flera stadsdelar som då ännu inte tillhörde Darmstadt. Staden fick sina stadsrättigheter 1330 av Ludvig IV av Bayern. I mitten av 1200-talet byggdes en vattenborg och 1567 utsågs Darmstadt till huvudstad av grevskapet Hessen-Darmstadt. 1806 blev Darmstadt huvudstad för Storhertigdömet Hessen. 1899 fick sju unga konstnärer uppdraget av storhertig Ernst Ludwig att komma till Darmstadt och främja konsten. Därigenom skapades många konstverk och byggnader och Darmstadt blev Jugendstilens centrum i Tyskland. 
Den 11 september 1944 förstördes Darmstadt nästan fullständigt genom en flygattack av Storbritanniens flygvapen. 12 600 människor dog och 66 000 blev utan hem. På grund av förödelsen blev istället närbelägna Wiesbaden 1946 huvudstad för det nybildade förbundslandet Hessen.

## Vänorter
Darmstadt har följande vänorter:
- Alkmaar, sedan 1958
- Troyes, sedan 1958
- Chesterfield, sedan 1959
- Graz, sedan 1968
- Trondheim, sedan 1968
- Bursa, sedan 1971
- Płock, sedan 1988
- Freiberg, sedan 1990
- Gyönk , sedan 1990
- Szeged, sedan 1990
- Brescia, sedan 1991
- Saanen-Gstaad, sedan 1991
- Uzjhorod, sedan 1992
- Liepāja, sedan 1993
- Logroño, sedan 2002
- San Antonio, sedan 2017
- Nahariya, sedan 2023

## Galleri

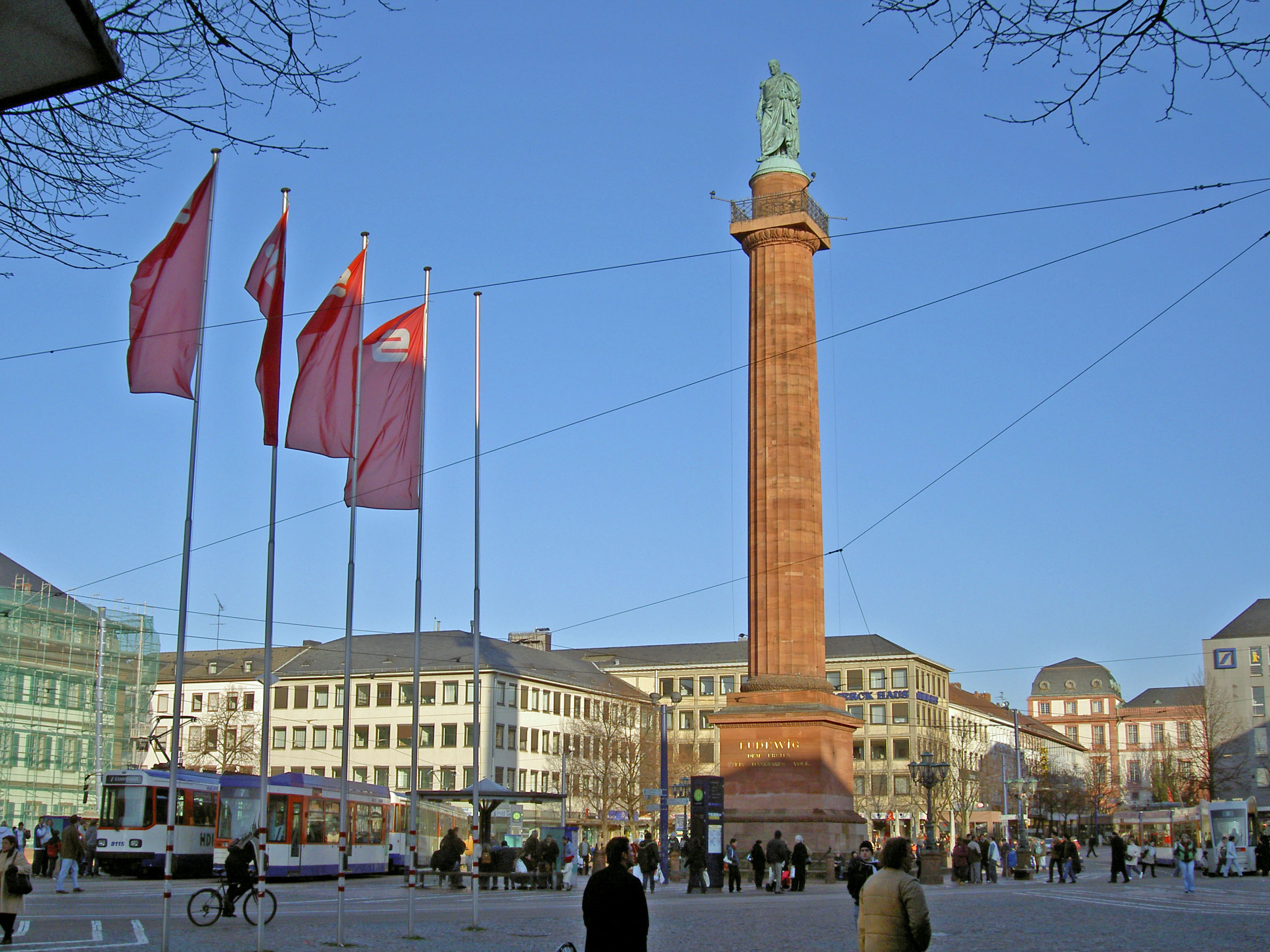
Luisenplatz
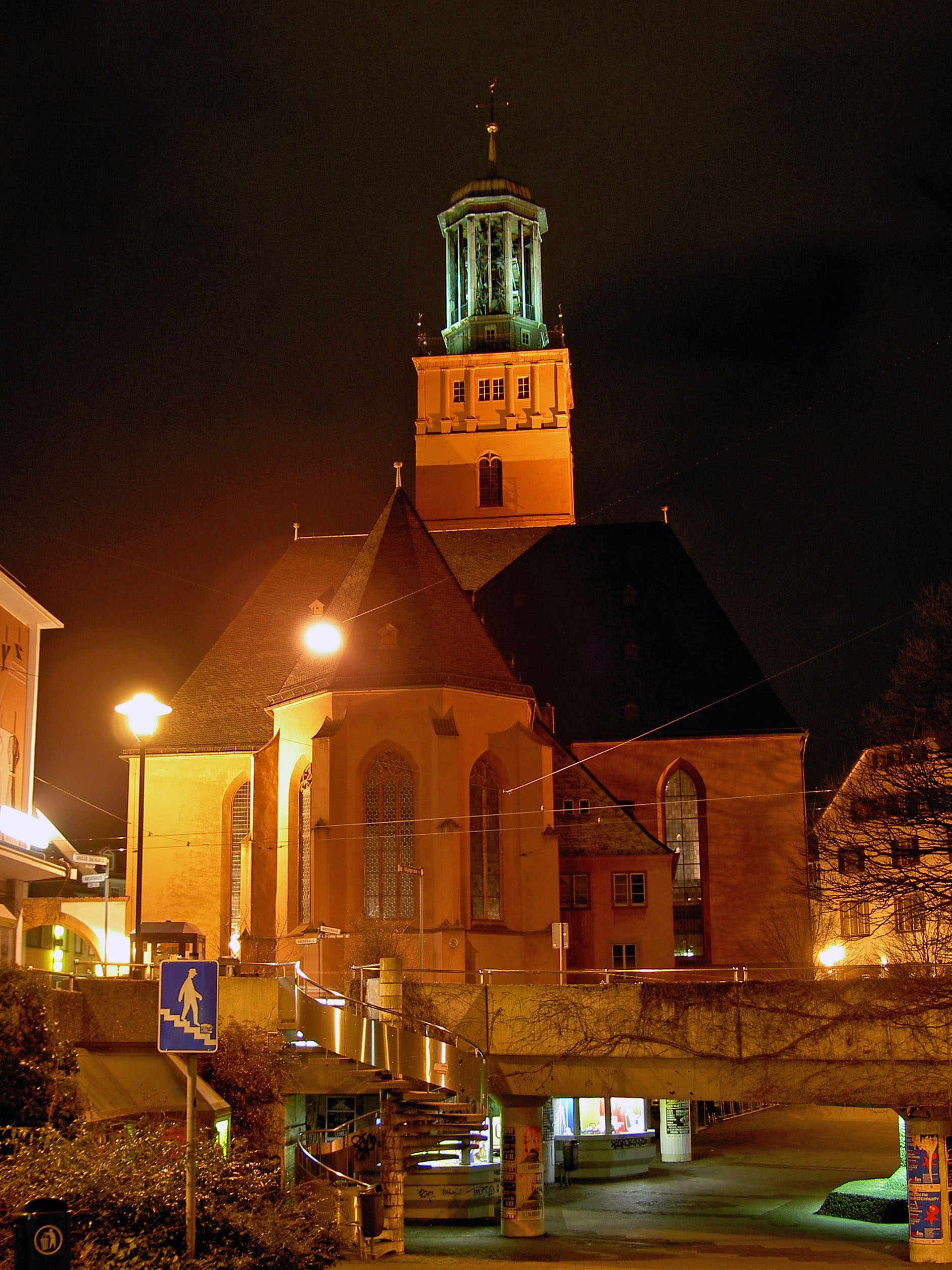
Evangeliska stadskyrkan
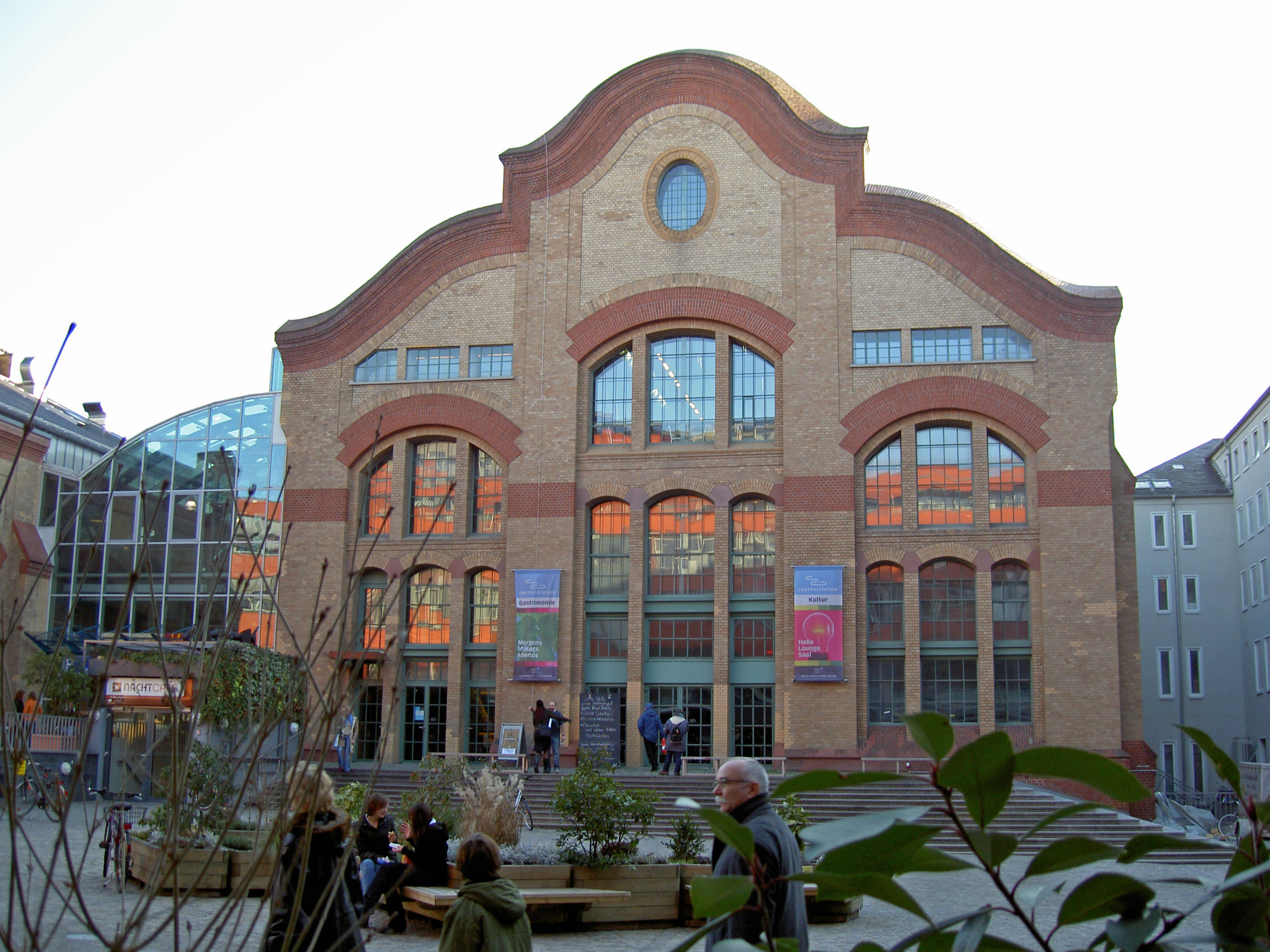
Centralstation

## Kända personer
- Georg Büchner
- Wilhelm von Hamm
- Alfred Hegar
- Justus von Liebig
- Adolph Strecker